# Horné Strháre
Horné Strháre este o comună slovacă, aflată în districtul Veľký Krtíš din regiunea Banská Bystrica. Localitatea se află la altitudinea de 244 m deasupra n.m., se întinde pe o suprafață de 12,78 km2 și în 2017 număra 246 de locuitori.

## Istoric
Localitatea Horné Strháre este atestată documentar din 1243.

## Demografie
| An:                | 1994 | 2004    | 2014   | 2024   |
| ------------------ | ---- | ------- | ------ | ------ |
| Număr de persoane: | 193  | 234     | 244    | 253    |
| Diferență:         |      | +21,24% | +4,27% | +3,68% |

| An:                | 2023 | 2024   |
| ------------------ | ---- | ------ |
| Număr de persoane: | 251  | 253    |
| Diferență:         |      | +0,79% |